# Agrostis arachnoidea
Agrostis arachnoidea é uma espécie de gramínea do gênero Agrostis, pertencente à família Poaceae.